# Blendenkupplung
Die Blendenkupplung ist ein Begriff in der Fotoapparatetechnik zur Kopplungs-Funktionalität von Kameragehäuse und Objektiv, und kann mehrerlei bedeuten:
1. eine einfache Blenden-Betätigung, zum Beispiel das Schließen der generell offenen Blende zum Zweck der Messung vor einer Aufnahme, oder im Moment der Aufnahme,
2. eine Übertragung des voreingestellten Blendenwertes ans Kameragehäuse, damit die Auswert-Elektronik eine Information erhält, um wie viel sich das Licht vermindern wird im Aufnahme-Zeitpunkt, womit die Elektronik dann befähigt wird, eine hierzu passende Verschlusszeit einzustellen (Zeitautomatik),
3. eine analoge Beeinflussung der Blende zum Zweck der Regelung bei fester Aufnahmezeit (Sportfotografie mit kurzen Belichtungszeiten), oder bei einer Programmsteuerung. Bzw. die mechanische Realisierung, dass eine am Objektiv geschlossen vorgewählte Blende im Aufnahmezeitpunkt um nur genau das notwendige Maß geschlossen wird, das eine richtige Belichtung ergibt.

Der Begriff Blendenkupplung ist somit regelungstechnisch mehrdeutig oder unscharf: es kann 
1. die Übermittlung einer Sensor-Information sein, oder
2. ein Aktor sein, also eine Betätigung der Blende nach vorgegebener Logik.

Siehe auch: Offenblendmessung